# Richard Wadani

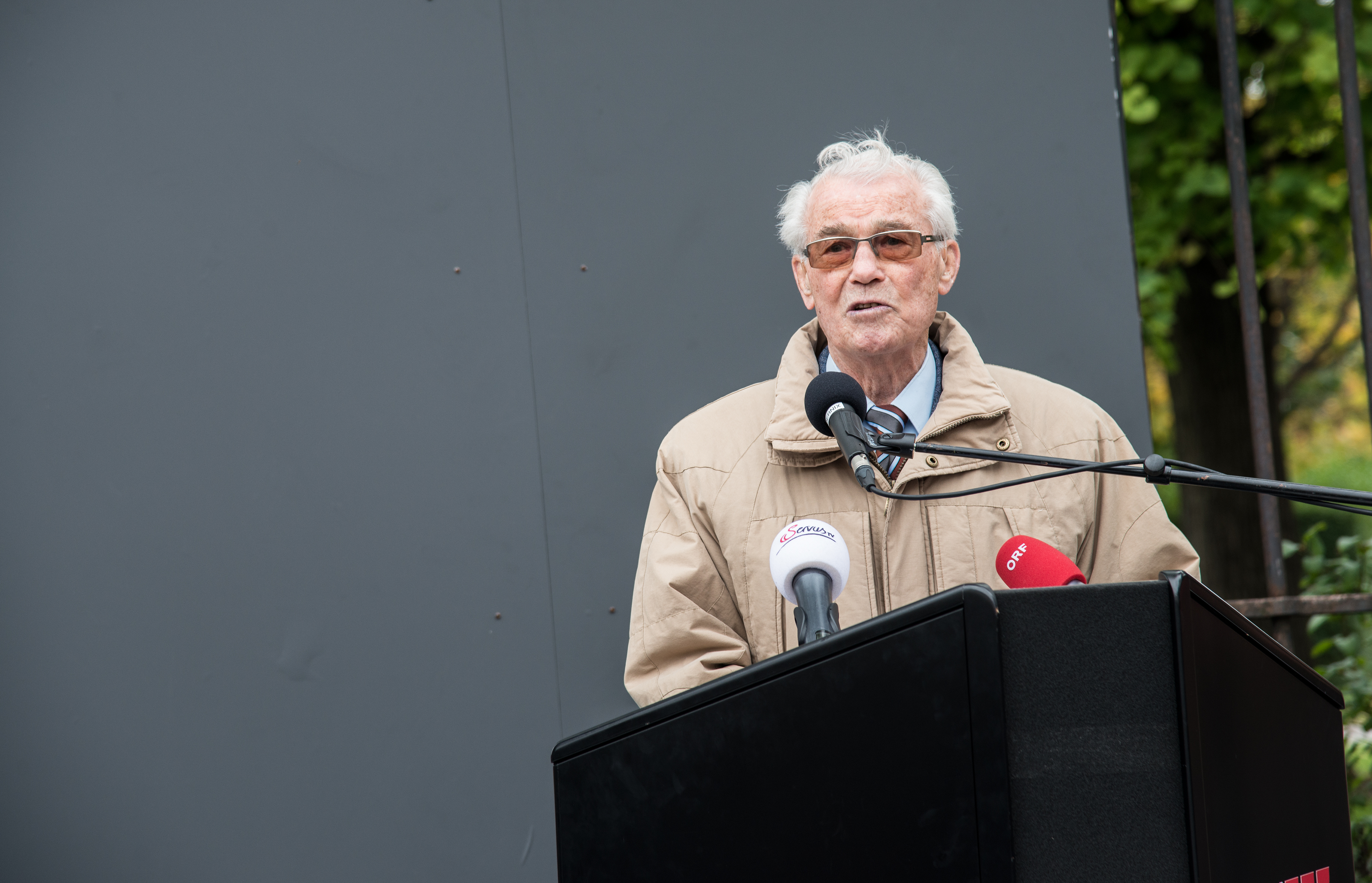
Richard Wadani bei der Eröffnung des Denkmals für die Verfolgten der NS-Militärjustiz am Wiener Ballhausplatz, 2014

Richard Wadani (geboren am 11. Oktober 1922 in Prag als Richard Wedenig, gestorben am 18. April 2020 in Wien) war ein österreichischer Deserteur der deutschen Wehrmacht und politischer Aktivist. Sein Engagement und das seines Personenkomitees Gerechtigkeit für die Opfer der NS-Militärjustiz trugen beträchtlich dazu bei, dass der Nationalrat am 21. Oktober 2009 das Aufhebungs- und Rehabilitierungsgesetz beschlossen hat, das alle Opfer der NS-Militärjustiz rehabilitiert. Auch für die Errichtung des 2014 enthüllten Denkmals für die Verfolgten der NS-Militärjustiz setzten sich Wadani und sein Personenkomitee ein.

## Leben und Werk
Wadani wuchs zweisprachig in Prag in einer sozialdemokratischen Familie auf, die aus Österreich stammte. 1938 musste die Familie zurück nach Wien. Hier riet ihm ein Schutzbündler, sich freiwillig zur Luftwaffe zu melden: Einerseits um der Einziehung zum Reichsarbeitsdienst und später zum Heer zu entgehen, andererseits weil es im Hinterland einfacher sei, mit Partisanen in Verbindung zu treten. Er wurde dort als Kraftfahrer und Techniker eingesetzt und es gelang ihm immer wieder, die an seinen Stationierungsorten aktiven Partisanen zu unterstützen, etwa mit Treibstoff. 1942 unternahm er einen ersten Fluchtversuch, der scheiterte. Das in der Folge gegen ihn geführte Militärjustiz-Verfahren vor dem Gericht der Luftflotte 4 wurde ausgesetzt. Im Frühjahr 1944 erfuhr Wadani vom Tod seines Bruders Alois, der in der Kriegsmarine gedient hatte. Nach der Verlegung an die Westfront gelang ihm 1944 dort die Desertion – ohne Waffe. Da es keine Exileinheit von Österreichern gab, meldete er sich als Freiwilliger zur Tschechoslowakischen Exilarmee in Großbritannien.
Wadani erlebte das Kriegsende in England, kam im November in die Tschechoslowakei und im Jänner 1946 nach Wien. Nach seiner Rückkehr kollidierte seine Wahrnehmung als Widerstandskämpfer und alliierter Soldat mit der in Österreich vorherrschenden Opferthese und er war Schmähungen ausgesetzt, da er „in einer fremden Armee“ gedient hätte. Er arbeitete in verschiedenen Funktionen innerhalb der USIA, später beim Globus-Verlag als Chauffeur und Fahrer für die zahlreichen dort produzierten Zeitungen (darunter die Volksstimme) und engagierte sich in der Freien Österreichischen Jugend (FÖJ). Dort lernte er auch seine Frau Sieglinde (Linde) geborene Bair kennen, die er am 19. April 1957 heiratete. Durch die Heirat änderten beide ihre Namen in Wadani. Sein anhaltendes sportliches Interesse führte dazu, dass er sich im Sportwesen der KPÖ engagierte, schlussendlich Sportlehrer, später Bundestrainer und Bundeskapitän im Volleyballverband wurde. Als politische Heimat sah er die Kommunistische Partei Österreichs (KPÖ) an, mit der er aber nach der Zerschlagung des Prager Frühlings brach. Anfang 1970 trat er aus der KPÖ aus. In all diesen Jahren als Funktionär und Sportler war er immer wieder mit der Tatsache konfrontiert, dass es für die Desertion aus der Wehrmacht als widerständischen Akt kein Verständnis gab. Die Tageszeitung Der Standard schrieb darüber: „Wie das Nachkriegsösterreich mit Wehrmachtsdeserteuren umging, hat ihn nie losgelassen.“
2002 wurde er Sprecher des am 22. Oktober 2002 gegründeten Personenkomitees „Gerechtigkeit für die Opfer der NS-Militärjustiz“. Das Personenkomitee setzte sich zum Ziel, die Aufhebung aller Urteile der Wehrmachtsjustiz und die Anerkennung von Haftzeiten in Konzentrationslagern und Gefängnissen als Ersatzzeiten für die gesetzliche Pensionsversicherung zu erreichen, die Opfer der NS-Militärjustiz als Opfer des Nationalsozialismus anerkennen zu lassen und die Aufnahme dieser Personengruppe in das Versorgungs- und Entschädigungsrecht zu erreichen, die ideelle und finanzielle Förderung der historischen und politischen Aufarbeitung der NS-Militärjustiz durch die Republik Österreich zu erwirken und schlussendlich die Errichtung eines Denkmals für die Opfer der NS-Militärjustiz zu erreichen. Auch in sonstige geschichtspolitische Debatten mischte sich Wadani ein: Nach hartem Ringen erreichte er 2003 – gemeinsam mit der Österreichischen Lagergemeinschaft Mauthausen und Wolfgang Neugebauer, dem ehemaligen wissenschaftlichen Leiter des Dokumentationsarchivs des österreichischen Widerstandes (DÖW) – die Aberkennung des Ehrengrabs des Majors der deutschen Luftwaffe Walter Nowotny. Nach 2005 setzte sich das Personenkomitee dafür ein, das Anerkennungsgesetz aus diesem Jahr – in dem Deserteure zwar indirekt rehabilitiert, aber nicht explizit genannt wurden – abzuändern. Dies gelang 2009 durch den Beschluss des Aufhebungs- und Rehabilitationsgesetzes durch den Nationalrat: Dieses Gesetz schloss nicht nur alle bestehenden Lücken, sondern nannte auch explizit die Deserteure, indem Personen, die „als Widerstandskämpfer oder insbesondere als Deserteure durch die bewusste Nichtteilnahme am Krieg an der Seite des nationalsozialistischen Unrechtsregimes oder als sogenannte ,Kriegsverräter′ zu dessen Schwächung und Beendigung sowie zur Befreiung Österreichs beigetragen haben“, rehabilitiert wurden. Über viele Jahre hindurch organisierten Wadani und sein Personenkomitee jeweils Ende Oktober oder Anfang November eine Kundgebung bei der Hinrichtungsstätte in Kagran.
Unterstützt in seinem politischen Engagement wurde Wadani von seiner Frau Sieglinde. Ihr Vater war der Widerstandskämpfer Franz Bair, nach dem das Franz-Bair-Heim in Kapfenberg benannt ist.

## Familie
Wadani gehörte dem Tischtennisverein der DDSG an und lernte über das Tischtennis auch seine zukünftige Frau kennen. Beide teilten die Begeisterung für Sport und Politik. Ihr gemeinsamer Sohn lebt in Australien. Richard Wadani starb am 18. April 2020 im Alter von 97 Jahren in Wien. Er wurde auf dem Friedhof der Feuerhalle Simmering bestattet.

## Auszeichnung
- 2007 Ehrenzeichen für Verdienste um die Befreiung Österreichs
- 2016 Menschenrechtspreis der Österreichischen Liga für Menschenrechte[18]

## Gedenken
Am 11. Oktober 2022, an diesem Tag wäre Richard Wadani 100 Jahre alt geworden, wurde in Wien-Simmering der Gemeindebau in der Kaiser-Ebersdorfer-Straße 12–18 Richard-Wadani-Hof benannt.